# You've Got a Friend in Me
"You've got a friend in me"("Yo soy tu amigo fiel" en Hispanoamérica, "Hay un amigo en mí" en España) es una canción compuesta e interpretada por el compositor de cine Randy Newman para la banda sonora de la película de Disney-Pixar Toy Story en 1995. Fue nominada en 1996 a los Premios Óscar y Globo de Oro como "mejor canción original".

## Historia
La canción ha formado parte importante en todas las películas de la franquicia de  Toy Story ya que se ha utilizado de algún modo en las cuatro cintas. Originalmente tiene un arreglo musical de música country con una versión interpretada por Randy Newman solo (en los créditos de inicio de Toy Story) y la otra a dueto con Lyle Lovett (en los créditos finales). También sido grabada usando estilo musical de Jazz para Toy Story 2: una en versión instrumental arreglada por Tom Scott y la otra cantada Robert Goulet como Squeeze interpretándola al final de la cinta. En Toy Story 3 se puede escuchar como música de fondo mientras pasan los videos familiares de los Davis luego de la escena de western. Para la cinta anterior, además de eso, fue hecha por el grupo Gypsy Kings en flamenco y llamada igual que la versión española, "Hay un amigo en mí", que es utilizada en las escenas de los créditos finales cuando Buzz y Jessie bailan flamenco tanto en la versión en inglés como en las versiones para otros idiomas, incluyendo las que están en español tanto en el doblaje mexicano como el de España. En 2019 se vuelve a utilizar la versión de Randy Newman  para la banda sonora de Toy Story 4.
Para la versión latinoamericana la canción recibió el nombre de "Yo soy tu amigo fiel" y fue interpretada para Toy Story por Ricardo Murguía solo en los créditos de inicio y acompañado por Renato López en los créditos finales. La versión de Wheezy en Toy Story 2 fue interpretada por el cantante y actor de doblaje Beto Castillo. En Toy Story 3 se utiliza la versión de Ricardo Murguía para la escena de los videos caseros de la familia Davis luego de la parte de western. Igualmente, para Toy Story 3, una versión con mezcla electrónica de la canción fue interpretada a dueto por Danna Paola y Aleks Sintek y se incluyó en un álbum con las canciones de los tres filmes. No se adaptó al español latino la versión de Gypsy Kings debido a que la temática de la escena del baile flamenco es española. En 2019 fue interpretada por Hector Ortiz para Toy Story 4.Murguía grabó la canción en los créditos de inicio para cada película. Sin embargo, debido a su fallecimiento en 2017, fue reemplazado por Héctor Ortiz en vez de usar el mismo audio de Murguía. 
La versión española tiene una traducción más literal del nombre de la canción en inglés, "Hay un amigo en mí". En Toy Story fue interpretada por el cantante Tony Cruz. Para la versión de Toy Story 2 cantada por Wheezy fue interpretada por el mítico grupo vocal donostiarra Golden Apple Quartet. Y en Toy Story 3 se utilizó nuevamente la versión de Tony Cruz en la escena de los videos de la familia Davis después de la parte del western. Para Toy Story 4 la canción fue interpetada por José María Guzmán. Nótese que tanto en la versión latinoamericana como en la española el intérprete cambia en Toy Story 4 
«You've got a friend in me» al ser la canción más representativa de los estudios Pixar se interpreta por separado en el programa de conciertos que el estudio tiene. Se toca al final de las piezas que condensan las bandas sonoras compuestas para las películas por el mismo Randy Newman junto con las de Michael Giacchino, Thomas Newman y Patrick Doyle.